# Blau-Weiß Langenbochum
Blau-Weiß Langenbochum war ein Sportverein aus Herten im Kreis Recklinghausen. Die Fußballmannschaft spielte fünf Jahre lang in der höchsten westfälischen Amateurliga.

## Geschichte
Der Verein wurde am 14. Juli 1928 als DJK Baldur Langenbochum gegründet und nahm zunächst am Spielbetrieb der katholischen Deutschen Jugendkraft teil. Nach der Machtergreifung der Nationalsozialisten im Jahre 1933 wurde der Vereinsname in Blau-Weiß Langenbochum geändert. Nach dem Ende des Zweiten Weltkrieges übernahm Otto Tibulski das Traineramt. Unter dem zweimaligen deutschen Nationalspieler gelang im Jahre 1948 der Aufstieg in die Bezirksklasse. Überschattet wurde das Aufstiegsjahr vom tragischen Tod des Torhüters Josef Pötter, der bei einem Spiel verunglückte und später starb.
Insgesamt 15 Jahre verbrachte der Verein in der Bezirksklasse, ehe im Jahre 1963 der Aufstieg in die damals viertklassige Landesliga gelang. Gleich in der Aufstiegssaison wurde die Mannschaft Vizemeister hinter den Amateuren des FC Schalke 04. 1965 stieg Blau-Weiß als Meister in die seinerzeit drittklassige Verbandsliga auf. Nach einem siebten Platz in der Aufstiegssaison 1965/66 erreichten die Langenbochumer zwei Jahre später gar den fünften Rang. 1970 ging es allerdings wieder herunter in die Landesliga, ehe die Blau-Weißen in der folgenden Spielzeit als abgeschlagener Tabellenletzter in die Bezirksliga durchgereicht wurden. Blau-Weiß Langenbochum brachte mit Gerhard Kentschke und Rolf Kucharski zwei Bundesligaspieler hervor und mit Gerd Möller einen Spieler der DDR-Oberliga.

## Nachfolgevereine

### SG Herten-Langenbochum
Im Jahre 1971 fusionierte Blau-Weiß mit Concordia Langenbochum zur SG Herten-Langenbochum. Diese stieg im Jahre 1978 in die Landesliga auf und kehrte vier Jahre später in die Bezirksliga zurück. 1992 musste der Verein in die Kreisliga A absteigen. Aufstiege in den Jahren 1998, 2000 und 2002 führten die Langenbochumer wieder in die Verbandsliga, wo die Mannschaft in der Saison 2002/03 den dritten Platz erreichte. 2007 stieg die Mannschaft wieder ab und musste im Jahre 2011 den Gang in die Bezirksliga antreten. Die SG brachte mit Benedikt Höwedes, Noah Korczowski, Michael Ratajczak und Christian Timm gleich vier Bundesligaspieler hervor. 

### Blau Weiß Westfalia Langenbochum
Ebenfalls 2011 fusionierte die SG Herten-Langenbochum mit Westfalia Scherlebeck zu Blau Weiß Westfalia Langenbochum. Westfalia Scherlebeck wurde im Jahre 1908 gegründet und gehörte in den 1920er Jahren zu den führenden Vereinen Westfalens. 1924 verlor die Westfalia das Endspiel um die Westfalenmeisterschaft gegen Arminia Bielefeld mit 0:9. Der Fusionsverein trat zunächst in der Bezirksliga an und schaffte im Jahre 2019 den Aufstieg in die Landesliga. 2025 stiegen die Blau-Weißen wieder in die Bezirksliga ab.